# Zehnkampf-Länderkampf der Männer 1986 BR Deutschland – Sowjetunion
| 7. Leichtathletik-Länderkampf mit bundesdeutscher Beteiligung 1986 | 7. Leichtathletik-Länderkampf mit bundesdeutscher Beteiligung 1986 |
| ------------------------------------------------------------------ | ------------------------------------------------------------------ |
|                                                                    |                                                                    |
| Zehnkampf-Vergleich der Männer: BR Deutschland – Sowjetunion       |                                                                    |
| Austragungsort                                                     | Filderstadt-Bernhausen                                             |
| Wettbewerbe                                                        | 1                                                                  |
| Datum                                                              | 14./15. Juni                                                       |
| 1. URS 2. FRG                                                      | 31.762 Punkte 30.587 Punkte                                        |
| Chronik                                                            |                                                                    |
| ← FRG-FIN/FRG-CAN 00Werfer (F)                                     | FRG-URS 7kampf (F) →                                               |

Im siebten Vergleich des Länderkampfjahres 1986 stand wieder ein Zehnkampf gegen die Sowjetunion an. Schon fünfzehn Begegnungen zwischen den beiden Teams hatte es gegeben. Zwölf sowjetischen Siegen standen drei bundesdeutsche Erfolge gegenüber. In diesem Jahr wurde die Begegnung am 14./15. Juni in Filderstadt-Bernhausen ausgetragen. Die Mehrkämpferinnen der beiden Länder trafen sich an denselben beiden Tagen ebenfalls in Filderstadt zu einem eigenen Vergleich.

## Modus
Jede Mannschaft trat mit vier Athleten an, von denen die vier Besten durch Addition ihrer Punktzahlen gewertet wurden.

## Ergebnis
Auf den Rängen eins bis vier in der Einzelwertung platzierten sich gleich vier sowjetische Zehnkämpfer und so gab es einen eindeutigen Gesamterfolg für die Sowjetunion. Mit 30.587 zu 31.762 Punkten mussten sich die bundesdeutschen Sportler sehr eindeutig geschlagen geben.

## Legende
Kurze Übersicht zur Bedeutung der Symbolik – so üblicherweise auch in sonstigen Veröffentlichungen verwendet:
| DNF   | nicht im Ziel (did not finish) |
| DNS   | nicht am Start (did not start) |
| NMH   | keine Höhe (No Mark)           |
| k. A. | keine Angabe                   |

## Resultat

### Zehnkampf
| Platz | Name                | Nation | Punkte | 100 m   | Weit- sprung | Kugel- stoßen | Hoch- sprung | 400 m   | 110 m Hürden | Diskus- wurf | Stabhoch- sprung | Speer- wurf | 1500 m      |
| ----- | ------------------- | ------ | ------ | ------- | ------------ | ------------- | ------------ | ------- | ------------ | ------------ | ---------------- | ----------- | ----------- |
| 01    | Richard Malachowski | URS    | 8108   | 11,16 s | 6,92 m       | 13,68 m       | 2,09 m       | 47,97 s | 14,93 s      | 42,10 m      | 4,70 m           | 64,40 m     | 4:20,56 min |
| 02    | Michail Medwed      | URS    | 7964   | 11,22 s | 7,52 m       | 15,38 m       | 2,09 m       | 51,65 s | 14,94 s      | 47,02 m      | 4,60 m           | 57,00 m     | 4:49,27 min |
| 03    | Andreas Fomotschkin | URS    | 7845   | 10,71 s | 7,27 m       | 13,74 m       | 1,91 m       | 48,09 s | 14,80 s      | 39,44 m      | 4,20 m           | 59,68 m     | 4:26,90 min |
| 04    | Nikolai Afanassjew  | URS    | 7845   | 11,16 s | 6,87 m       | 13,27 m       | 1,91 m       | 49,62 s | 14,69 s      | 41,86 m      | 4,90 m           | 63,46 m     | 4:30,79 min |
| 05    | Christian Deick     | FRG    | 7844   | 10,93 s | 7,23 m       | 14,82 m       | 1,91 m       | 49,61 s | 15,15 s      | 44,72 m      | 4,10 m           | 60,94 m     | 4:25,38 min |
| 06    | Martin Grundmann    | FRG    | 7715   | 11,53 s | 7,42 m       | 13,51 m       | 2,03 m       | 50,94 s | 14,73 s      | k. A.        | 4,40 m           | 57,12 m     | 4:23,75 min |
| 07    | Ralf Oberhofer      | FRG    | 7539   | 11,07 s | 7,24 m       | 13,74 m       | 2,00 m       | 50,16 s | 14,72 s      | 39,02 m      | 4,20 m           | 54,64 m     | 4:46,34 min |
| 08    | Wassili Potapenko   | URS    | 7536   | 11,36 s | 6,99 m       | 13,14 m       | 2,00 m       | 51,43 s | 14,77 s      | 41,72 m      | 4,70 m           | 50,62 m     | 4:48,12 min |
| 09    | Jürgen Hoppe        | FRG    | 7489   | 11,08 s | 7,04 m       | 13,11 m       | 1,91 m       | 49,94 s | 15,31 s      | 41,66 m      | 4,30 m           | 58,98 m     | 4:41,03 min |
| 10    | Gerald Borchert     | FRG    | 7466   | 11,13 s | 6,60 m       | 13,21 m       | 1,91 m       | 48,37 s | 14,88 s      | 37,60 m      | 4,30 m           | 56,24 m     | 4:28,10 min |
| 11    | Nikolai Sajaz       | URS    | 7430   | 11,07 s | 7,08 m       | 13,25 m       | 1,91 m       | 48,79 s | 14,87 s      | 35,82 m      | 4,60 m           | 49,56 m     | 4:43,42 min |
| DNF   | Bruno Chirco        | FRG    |        | 11,02 s | 7,31 m       | 12,67 m       | 1,97 m       | 49,39 s | 16,48 s      | 41,24 m      | NMH              | DNS         |             |